# Фома-Ёль
Фома-Ёль (устар. Фома-Иоль) — река в Берёзовском районе Ханты-Мансийского автономного округа. Устье реки находится на 7-м км правого берега реки Хартес. Длина реки составляет 14 км.

## Данные водного реестра
По данным государственного водного реестра России относится к Нижнеобскому бассейновому округу, водохозяйственный участок реки — Северная Сосьва, речной подбассейн реки — Северная Сосьва. Речной бассейн реки — (Нижняя) Обь от впадения Иртыша.